# Esquilijnse necropolis

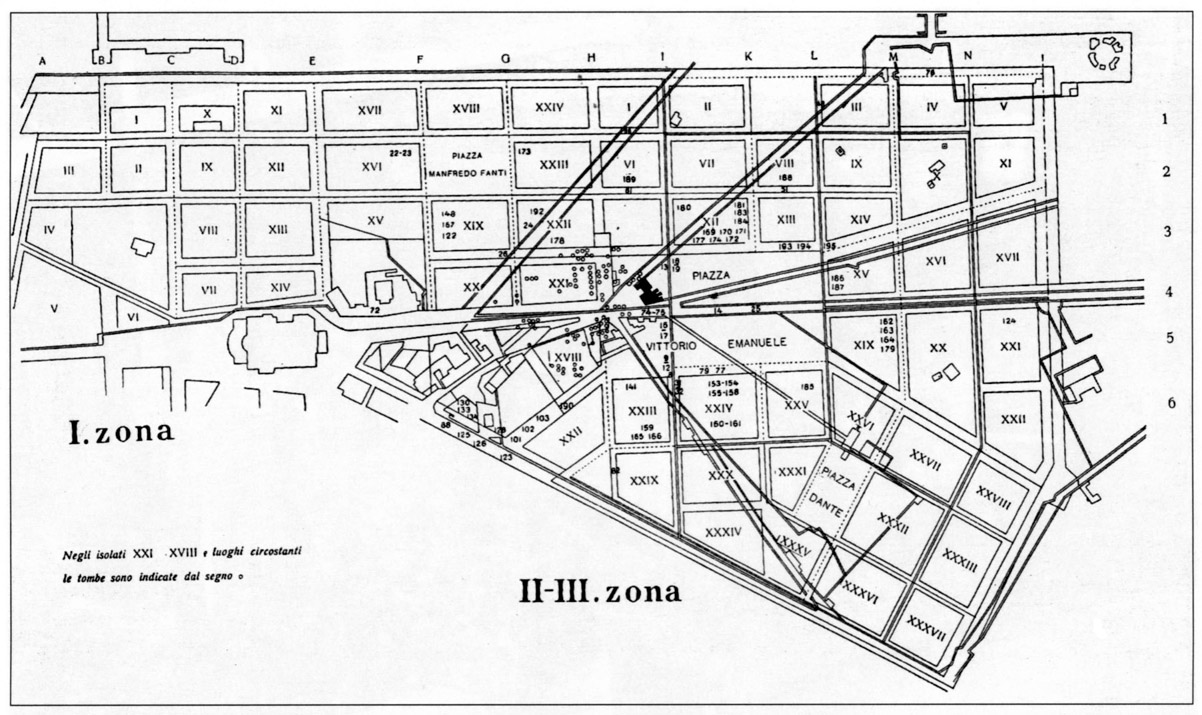
Plattegrond van de Esquilijnse necropolis

De Esquilijnse necropolis was een prehistorische begraafplaats op de heuvel Esquilijn in het oude Rome.
De oorspronkelijke bewoners van de heuvels van Rome gebruikten de vallei van het Forum Romanum als begraafplaats, maar omdat de nederzettingen in deze tijd samensmolten tot de stad Rome en het Forum als centrale plaats werd volgebouwd, werd een andere plaats in gebruik genomen. Deze nieuwe begraafplaats ontstond op de Esquilijn, destijds op de rand van de stad. Het werd de belangrijkste necropolis van Rome en bleef tot in de 2e helft van 1e eeuw v.Chr. in gebruik. In deze periode was Rome zo gegroeid dat ook de Esquilijn werd volgebouwd. Langs de uitvalswegen van Rome buiten de stadspoorten waren al nieuwe necropolissen ontstaan. Op het terrein van de necropolis liet Gaius Maecenas in de 1e eeuw v.Chr. zijn Tuinen van Maecenas aanleggen.
De necropolis besloeg een groot gebied, o.a. op het terrein van de huidige Piazza San Martino ai Monti, de Piazza Vittorio Emanuele II en bij de Boog van Gallienus, de oorspronkelijke Porta Esquilina van de Republikeinse stadsmuur. Toen deze muur in de 4e eeuw werd gebouwd, kwam hij dwars over het terrein van de necropolis te staan.
Rond 1870 werd Rome de hoofdstad van het nieuwe Italië. Hierbij ontstond een nieuwe periode van stadsuitbreiding, ook op de eeuwenlang nauwelijks bewoonde Esquilijn. Bij het graven van funderingen voor de nieuwe gebouwen werden grote delen van de antieke necropolis teruggevonden. Een aantal opgegraven monumenten wordt tentoongesteld in de Capitolijnse Musea.

## Bron
- Deels vertaald van de Italiaanstalige Wikipedia: it:Necropoli dell'Esquilino
- Capitoline Musea, Centrale Montemartini - Necropoli Esquilina